# Słuck
Słuck (biał. Слуцк, ros. Слуцк) – miasto na Białorusi, w obwodzie mińskim, centrum administracyjne rejonu słuckiego. Leży 105 km na południe od Mińska, nad rzeką Słucz. W 2010 liczyło 61,4 tys. mieszkańców.

## Nazwa
Nazwa miasta pochodzi od rzeki Słucz. W latopisach występuje ono jako Słucziesk, Słuciek.

## Historia

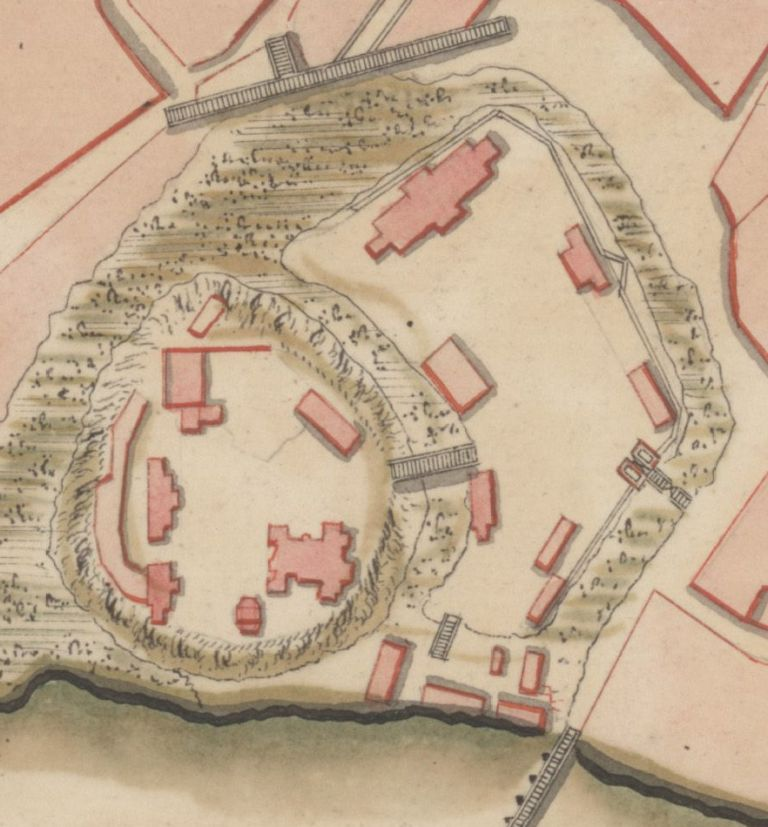
Zespół Zamku Górnego i Dolnego w Słucku

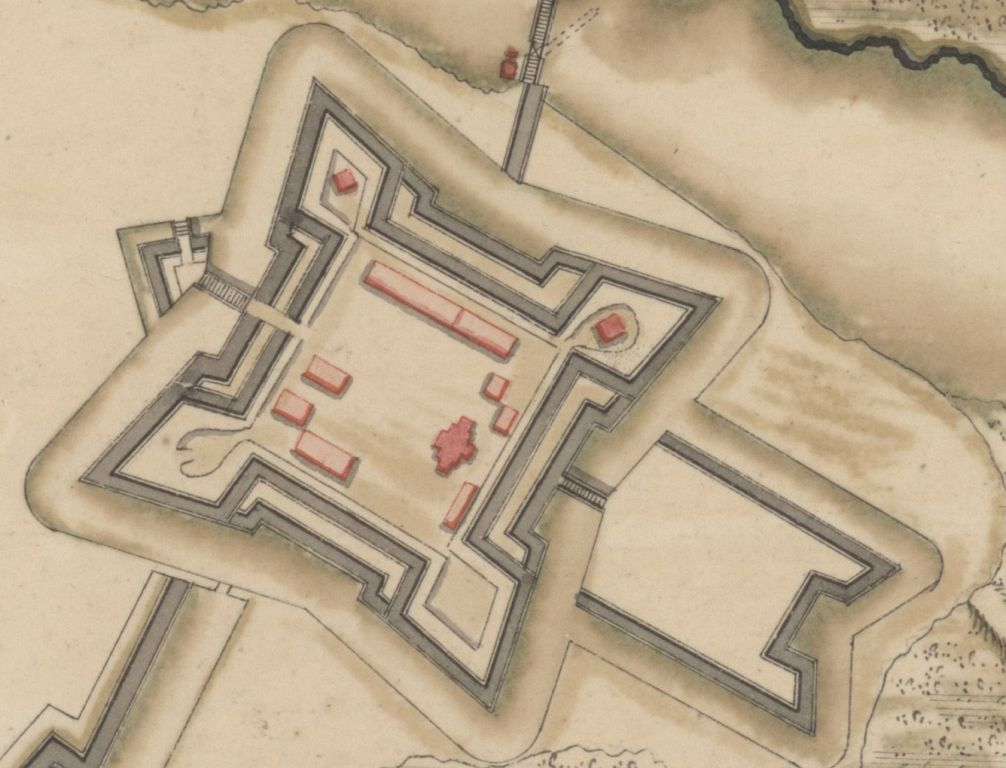
Zamek Nowy (Bastionowy) w Słucku

### Średniowiecze
Po raz pierwszy wzmiankowany w 1116 w Powieści minionych lat jako jedno z miast Księstwa Turowskiego. W 1160 został stolicą odrębnego Księstwa Słuckiego, którego pierwszym znanym księciem był Włodzimierz Mścisławowicz, wnuk Włodzimierza II Monomacha. Od lat 1320–1330 aż do 1793 pozostawał częścią Wielkiego Księstwa Litewskiego (od 1507 do województwa nowogródzkiego). Od 1395 Słuck stanowił własność rodu Olelkowiczów.
W XV wieku Słuck był dużym miastem feudalnym. Po prawej stronie Słuczy u ujścia rzeczki Byczek zbudowano Górny Zamek na planie okręgu, a poniżej niego Dolny Zamek. W 1433 Słuck stanowił ośrodek wystąpień feudałów przeciwko wielkiemu księciu Zygmuntowi Kiejstutowiczowi. W 1441 otrzymał prawo magdeburskie.

### XVI wiek
W Słucku w XVI wieku książęta Olelkowiczowie założyli drukarnię cerkiewną, w której później wytłaczano drobne pisma polskie. W 1502 rozpoczęły się najazdy Tatarów na miasto. Na początku XVI wieku księżna Anastazja słucka, po śmierci męża Siemiona Michajłowicza, przejęła obronę Słucka. Otoczyła fortyfikacjami miasto na prawym brzegu Słuczy. Po drugiej stronie rzeki zbudowano także Nowy Zamek, który wzmiankowano w 1582. Otoczono też fortyfikacjami znajdujące się tam zabudowania miejskie. Twierdza Słucka była tak silna, że odparła w XVI wieku wszystkie ataki Tatarów i wojsk moskiewskich. W 1579 miasto podzielono pomiędzy trzech braci Olelkowiczów na Stare Miasto, Nowe Miasto i Ostrów. W 1592 zaś części te zostały połączone i przeszły pod władanie ostatniej księżniczki z rodu Olelkowiczów – Zofii Irówny. Zdobycie Słucka udało się dopiero Kozakom, pod dowództwem Semena Nalewajki w 1595. Było to jednak możliwe tylko dzięki niepokojom w mieście i chwilowemu brakowi silnej władzy.

### XVII wiek
W 1617 po śmierci Zofii, księżnej słuckiej, miasto przeszło z rąk Olelkowiczów w ręce Janusza Radziwiłła. W 1617 działała już w Słucku szkoła kalwińska. W 1624 otwarto Gimnazjum w Słucku. W 1648 fortecę nieskutecznie próbowali dwoma szturmami zdobyć Kozacy. W 1650 po raz drugi miasto otrzymało prawo magdeburskie.
W czasie wojny z Moskwą i Potopu szwedzkiego, w 1655 na rozkaz Bogusława Radziwiłła wzmocniono fortyfikacje miasta. Pracami kierował Wilhelm Paterson. Garnizon wzmocniono regimentem piechoty pod dowództwem Jana Berka. Wtedy też powstała cytadela słucka zwana Nowym Zamkiem (w miejscu wcześniejszej fortyfikacji). Całe miasto otrzymało też nowe wały w systemie staroholenderskim (oprócz przedmieść Ostrowskiego i Trojczańskiego). Wały miały szerokość 266 m, wysokość 8 m i posiadały 12 bastionów. Całość wałów miała długość 3840 m. Znajdowały się w nich cztery bramy (trzy murowane).
W czasie wojny z Moskwą dzięki tym wzmocnieniom wojska moskiewskie pod dowództwem Aleksego Trubeckiego nie były w stanie zdobyć miasta podczas szturmów 2-6 i 27–30 września 1655. Miasto ustawą sejmową zostało zwolnione z podatków na okres sześciu lat. Gubernatorem Słucka był wówczas Szkot Wilhelm Paterson. Niedługo później twierdzę zaczęto znowu wzmacniać. W 1659 Sejm wziął na służbę Rzeczypospolitej cały garnizon w Słucku. W 1660 twierdzą dowodzili prawdopodobnie komendant Klosing oraz komisarze Kazimierz Kłokocki i Władysław Huryn. Aby powiększyć garnizon, utworzono ze zgromadzonej w twierdzy szlachty chorągwie szlacheckie, które podlegały komendantowi i mogły zostać wykorzystane do obrony twierdzy albo podjazdów, której rotmistrzem został stolnik orszański Hieronim Władysław Brzuchański, porucznikiem Jan Słąski, a chorążym Jan Wołk. Po zakończeniu wojny z Moskwą twierdzę rozbudowano także w latach 1667–1669. Do obrony miasta służył regiment piechoty w sile ok. 1000 ludzi, dragoni i piechota wybraniecka.
Od XVII do XIX wieku był jednym z głównych centrów kalwinizmu na Litwie, znajdowało się w nim słynne Gimnazjum Słuckie założone w 1617 przez Janusza Radziwiłła, przejęte przez władze rosyjskie w 1830 w ramach represji po wybuchu powstania listopadowego.

### XVIII wiek

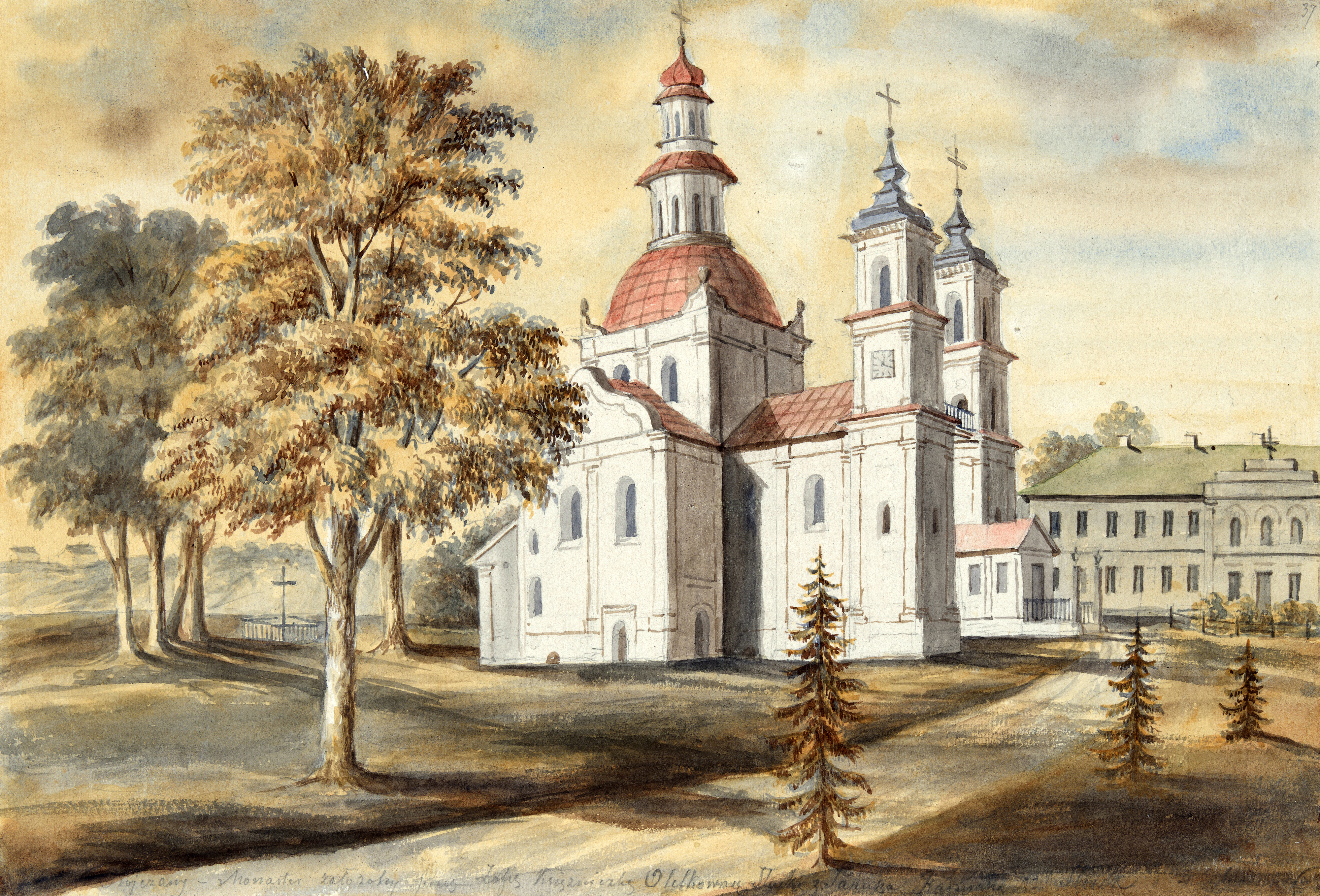
Monaster Trójcy Świętej w Słucku, zlikwidowany na polecenie władz stalinowskich w latach 30. XX wieku

Miasto magnackie położone było w końcu XVIII wieku w Księstwie Słuckim w powiecie nowogródzkim województwa nowogródzkiego.
Słuck stał się w tym czasie słynny za sprawą manufaktury tzw. pasów słuckich, noszonych chętnie przez polską szlachtę. 20 marca 1767 litewska szlachta prawosławna i kalwińska pod ochroną wojska rosyjskiego zawiązała innowierczą konfederację słucką.
Na skutek rozbiorów Polski, w latach 1793–1915 miasto należało do Rosji i było siedzibą powiatu, należącego do guberni mińskiej.

### XX wiek

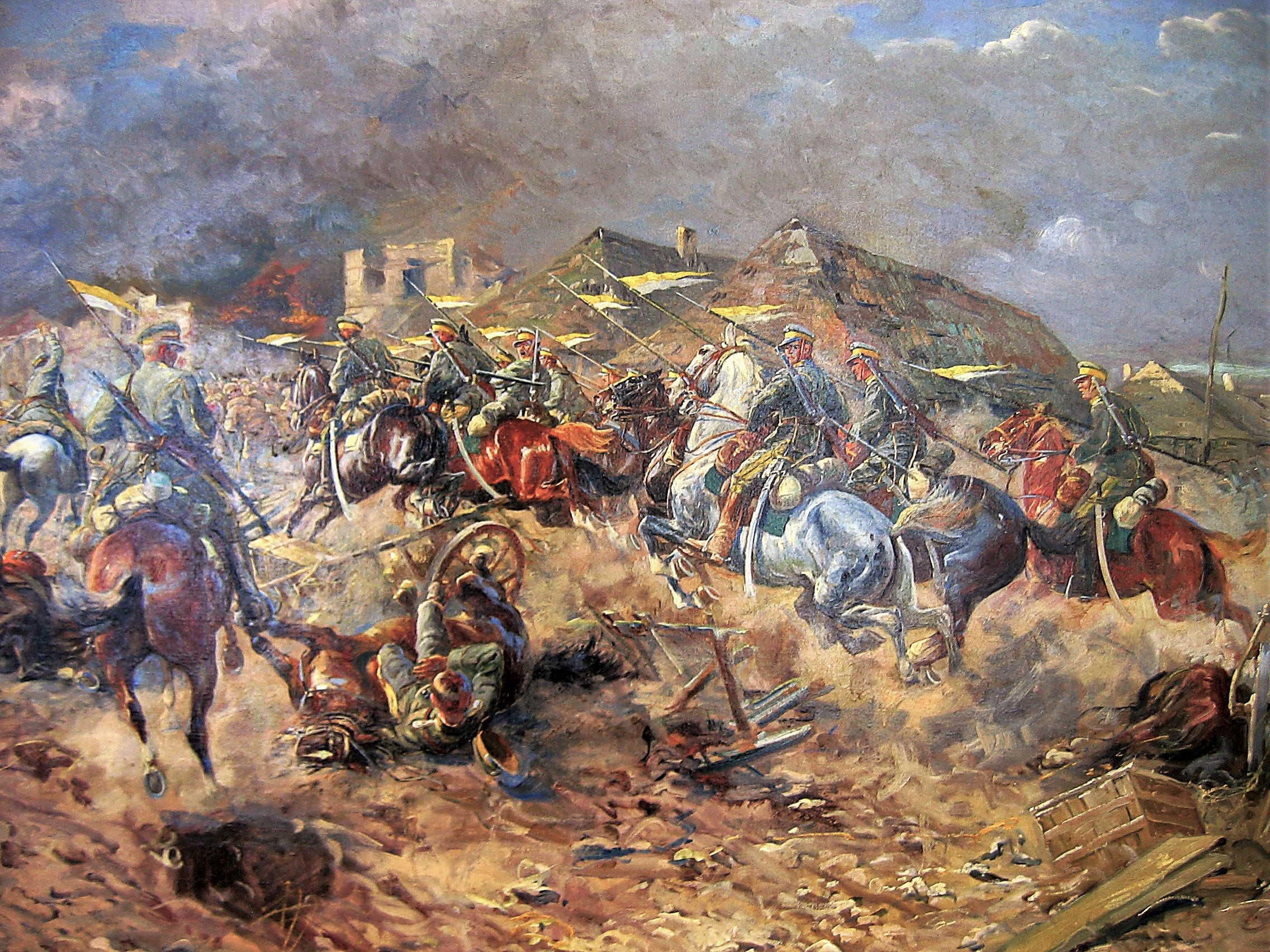
Atak 3 Pułku Ułanów Dzieci Warszawy pod Słuckiem 10 sierpnia 1919

W 1909 roku, w czasie wyborów lokalnych, do rady miejskiej zostało wybranych 10 Rosjan, 4 Polaków i 1 Żyd.
W lutym 1918, w trakcie I wojny światowej miasto zajęły wojska niemieckie. W tym samym roku w mieście działał Białoruski Komitet Narodowy oraz otwarte zostało Słuckie Białoruskie Gimnazjum. 1 stycznia 1919 Słuck wszedł w skład Białoruskiej SRR, zaś 27 lutego – w Litewsko-Białoruskiej SRR. W 1919 rozpoczęła działalność organizacja kulturalno-oświatowa „Kwiat paproci” (Папараць-кветка). 11 sierpnia 1919 w czasie wojny z bolszewikami do miasta wkroczył Pułk Strzelców Wileńskich. Wojsko Polskie zajmowało je do 15 lipca i od 11 października 1920.
Na mocy traktatu ryskiego stało się częścią Białoruskiej Republiki Rad. W listopadzie i grudniu 1920 w Słucku i okolicach odbyło się zbrojne antybolszewickie powstanie słuckie, którego celem była obrona niepodległości Białoruskiej Republiki Ludowej. Powstanie zostało krwawo stłumione przez bolszewików.
W latach 1922–1941 w Białoruskiej Socjalistycznej Republice Radzieckiej. W 1924 Słuck został centrum administracyjnym okręgu słuckiego i rejonu słuckiego. 27 września 1938 otrzymał status miasta obwodowego podporządkowania.
W okresie wielkiego terroru w lesie przy drodze ze Słucka do Starych Dróg, w pobliżu wsi Kalita i Hutków Stary, NKWD dokonywało masowych egzekucji. Ofiarami byli prawdopodobnie osadzeni w więzieniu okręgowym w Słucku. Działacz społeczny Anatol Balakir uważa, że rozstrzelano tam św. Jana Pankratowicza.
W latach 1941–1944 Słuck znajdował się pod okupacją niemiecką. W dniach 27 i 28 października 1941 niemiecka policja wojskowa z Kowna wymordowała miejscowych Żydów. 30 czerwca 1944 ponownie zajęty przez wojska sowieckie. Od 1991 w składzie niepodległej Białorusi.

## Zabytki

### istniejące

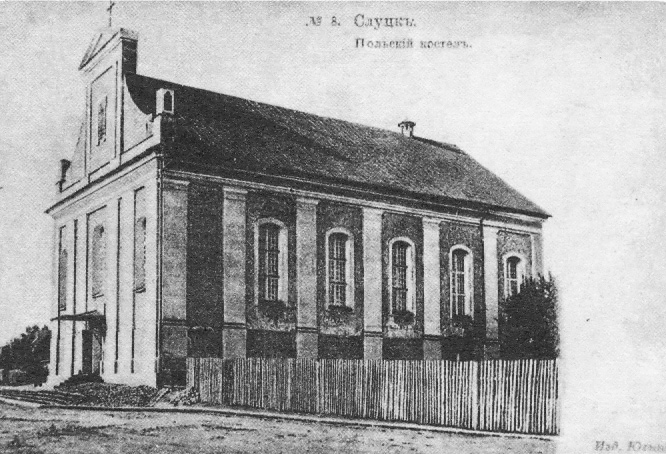
Kościół św. Antoniego w Słucku

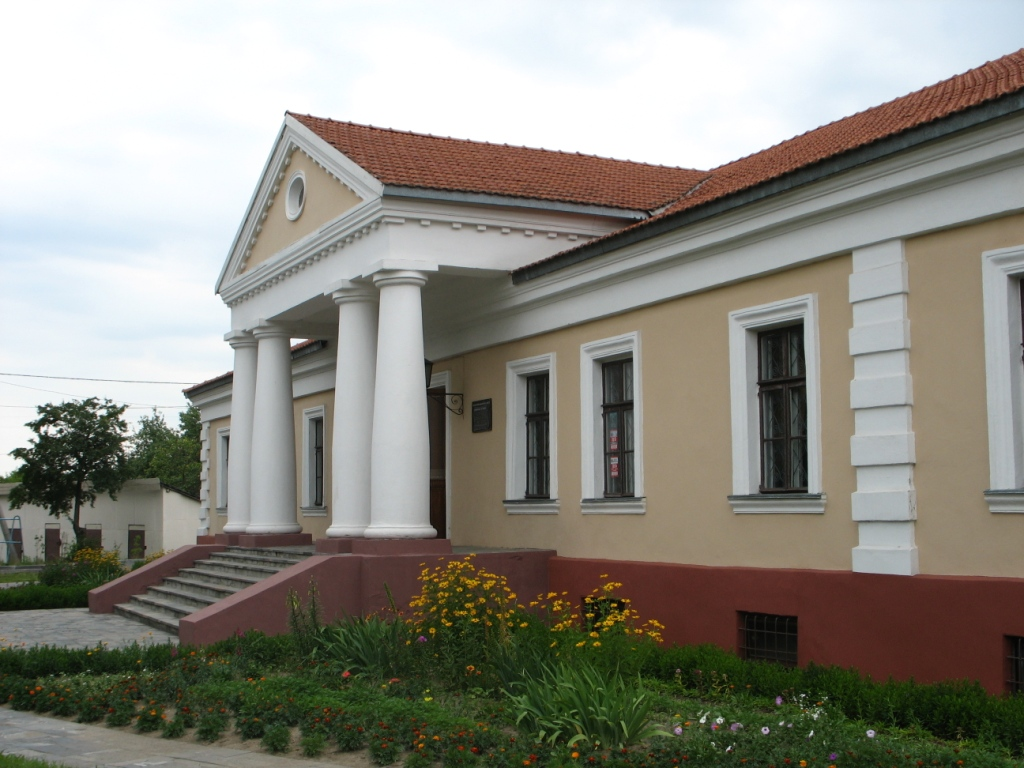
Dworek Towarzystwa Ziemskiego z XIX wieku

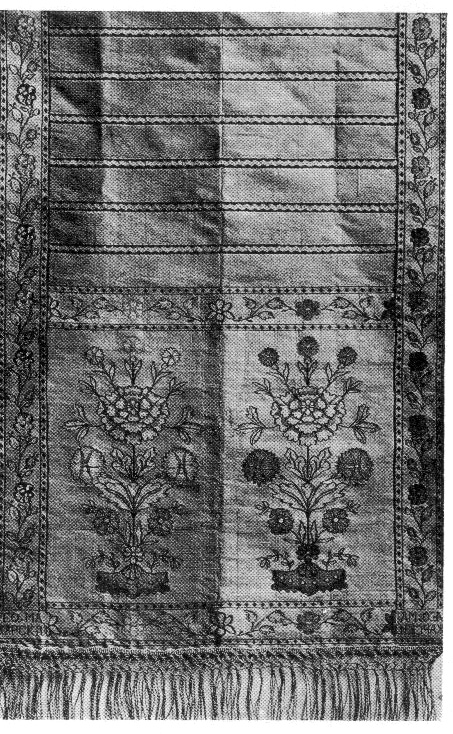
Pas słucki

- Kościół św. Antoniego i klasztor bernardynów fundacji starosty mozyrskiego Ludwika Oskierki wybudowany w 1639 – pierwotnie drewniany, wymurowany w 1793 w stylu późnobarokowym. Kościół został później zdewastowany i częściowo zrujnowany. W korpusie klasztornym mieści się baza paliwowa.
- Sobór św. Michała Archanioła (przedmieście Ostrów), drewniany z przełomu XVIII i XIX w. z cechami baroku i klasycyzmu, od 2014 katedra eparchii słuckiej.
- Dworek miejski – klasycystyczny z XIX wieku, dawna siedziba Towarzystwa Ziemskiego, od 1952 muzeum krajoznawcze.
- Dawne Kalwińskie Gimnazjum męskie, budynek klasycystyczny z 1829 – znajduje się w nim szkoła średnia.
- Cmentarz katolicki

### nieistniejące
- monaster Trójcy Świętej w Słucku
- kościół farny z XV wieku
- kościół jezuitów
- zbór kalwiński z XIX w.
- Synagoga Chóralna w Słucku z 1880 r.

## Demografia
Liczba ludności Słucka:
- 1728 – 7,5–8 tys.
- II poł. XIX w. – 14 180: 6764 mężczyzn і 7416 kobiet[15]
- 1867 – 15 689, w tym 758 katolików, 112 protestantów, 5406 żydów, 10 muzułmanów[16]
- 1869 – 9,9 tys.
- 1877 – 16 651, w tym 4545 prawosławnych, 822 katolików, 154 protestantów, 10881 żydów, 39 muzułmanów[16]
- 1907 – 15 618[17]
- 1941 – <22 tys.
- 1944 – 7 tys.
- 1974 – 40,5 tys.[18]
- 1991 – 60,1 tys.[19]
- 1995 – 62,0 tys.
- 2004 – 62 278
- 2006 – 61,4 tys.
- 2007 – 61,1 tys.
- 2008 – 60,9 tys.

## Gospodarka i transport

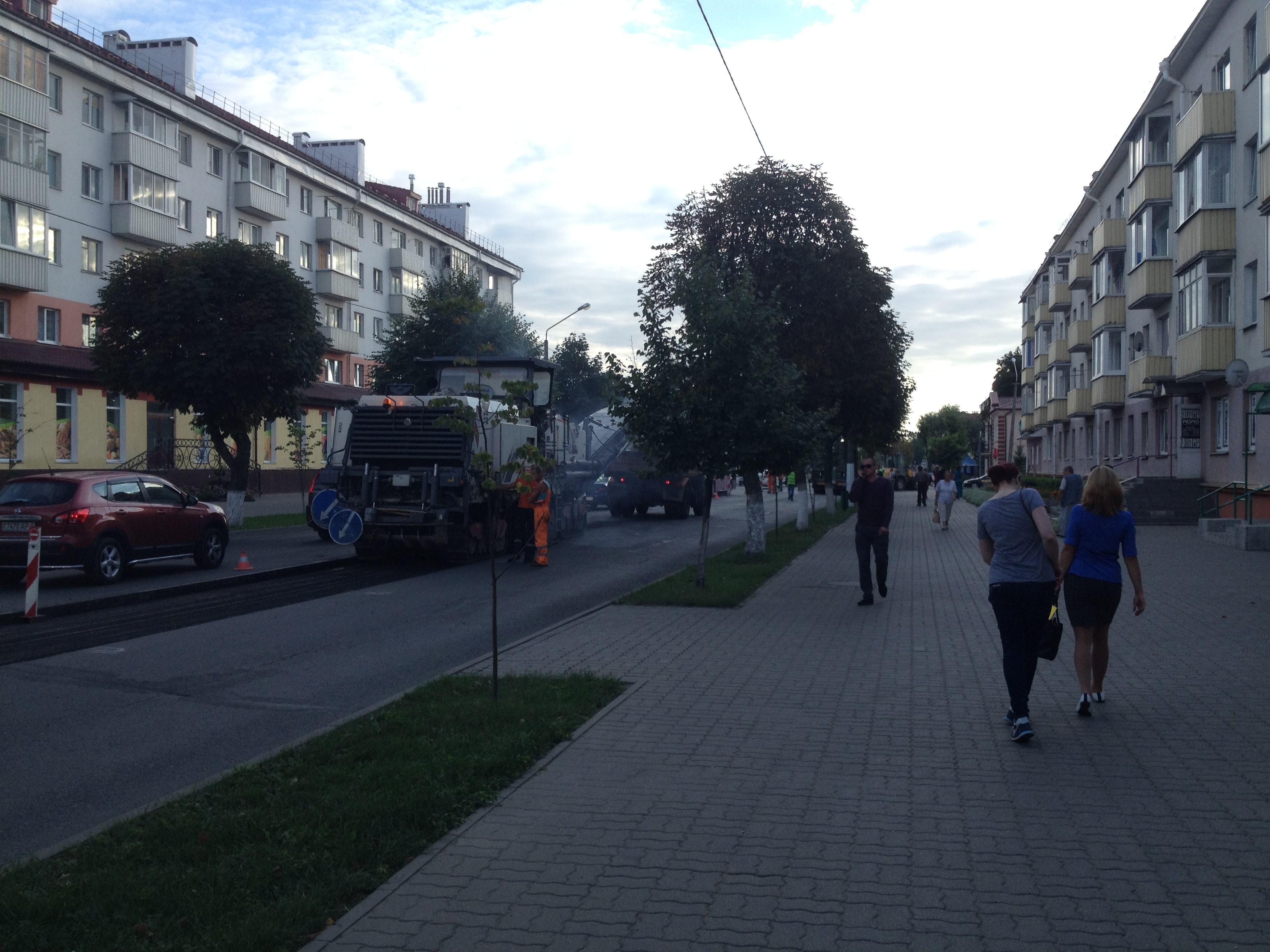
Roboty drogowe na głównej ulicy Słucka, 2016

W roku 2004 w mieście działało 21 przedsiębiorstw przemysłowych, zarejestrowanych było też 126 przedsiębiorstw prywatnych. 8 przedsiębiorstw zajmuje się przemysłem spożywczym i przetwórczym. Produkty przemysłu lekkiego wytwarzane są w przedsiębiorstwie przemysłowo-handlowym „Łandysz”, fabryce tekstyliów i republikańskim unitarnym przedsiębiorstwie wyrobów artystycznych „Pasy Słuckie”. Obróbką drewna i metalu zajmują się „Słuckmeblia”, „Słuck-Modul”, „Jampol”.
- kombinat cukrowniczy ААТ «Слуцкі цукрарафінадны камбінат»
- kombinat serowy ААТ «Слуцкі сыраробны камбінат»
- kombinat mięsny ААТ «Слуцкі мясакамбінат»
- kombinat chlebowy ААТ «Слуцкі камбінат хлебапрадуктаў»
- fabryka chleba ААТ «Слуцкі хлебазавод»
- fabryka octu СААТ «Слуцкі воцатны завод»
- fabryka konserw УП «Слуцкі кансэрвавы завод»
- fabryka lnu ААТ «Слуцкі льнозавод»

Miasto stanowi węzeł kolejowy na Osipowicze, Baranowicze, Soligorsk. Drogi na Mińsk, Bobrujsk, Soligorsk.

## Osoby związane ze Słuckiem
- Witold Ceraski (1849-1925) – polski i rosyjski astronom, profesor
- Jan Gabriel Cumft (1864-1929) – polski lekarz, okulista
- Stanislovas Dagilis (1843-1915) – litewski poeta i tłumacz, działacz społeczności kalwińskiej na Litwie
- Zorian Dołęga-Chodakowski (1784-1825) – polski etnograf, archeolog i historyk
- Edmund Fryk (1840-1920) – litewski architekt tworzący w Kownie
- Bronisław Herman-Iżycki (1865-1947) – polski działacz społeczny, wileński radny, członek i prezes Konsystorza Ewangelicko-Reformowanego w Wilnie
- Michał Jastrzębski (1859-1938) – polski duchowny ewangelicko-reformowany, superintendent Jednoty Wileńskiej (1902–1938)
- Witold Jodko-Narkiewicz (1864-1924) – polski dyplomata
- Arystarch Kaszkurewicz (1912-1989) – polski artysta tworzący w Brazylii
- Artur Niepokojczycki (1813-1881) – rosyjski generał
- Antoni Pietkiewicz (1823-1903) – polski pisarz i dziennikarz
- Zofia Radziwiłłowa (1585 – 1612) – prawosławna święta, księżna, za jej sprawą Słuck stał się ważnym ośrodkiem ruchu dyzunickiego w Wielkim Księstwie Litewskim
- Fabijan Szantyr (1887–1920) – białoruski pisarz
- Jonas Yčas (1880-1931) – litewski pedagog i profesor, działacz społeczny i religijny

## Miasta partnerskie
- Browary (Ukraina)
- San Giovanni Valdarno (Włochy)
- Soroki (Mołdawia)
- Sierpuchow (Rosja)
- Frozino (Rosja)
- Tczew (Polska)